# Sójkowiec rdzawoszyi
Sójkowiec rdzawoszyi (Pterorhinus ruficollis) – gatunek średniej wielkości ptaka z rodziny pekińczyków (Leiotrichidae). Występuje w południowej i południowo-wschodnie Azji. Osiadły.

## Systematyka
Gatunek dawniej przypisywany do rodzajów Dryonastes, Garrulax lub Ianthocincla, obecnie umieszcza się go w rodzaju Pterorhinus.
Jest to gatunek monotypowy.

## Morfologia
Wielkość ciała sójkowca rdzawoszyjego mieści się w zakresie 22–27 cm, a dorosły osobnik może ważyć od 51 do 73 g. Ubarwienie w dużej części oliwkowobrązowe, popielaty ogon, potylica oraz czubek głowy. Dolna część stosiny pióra jasnoszara. Czerwonawy znak w kształcie przypominającym półksiężyc na bokach szyi, partie ciała poniżej ogona w tym samym kolorze. Przednia część szyi i głowy czarna, łącznie z okolicą oczodołów oraz pokrywami usznymi. Dziób czarny, nogi ciemnoszare. Tęczówki czerwone.

## Występowanie
Zamieszkują obszar obejmujący:
- północno-wschodni Bangladesz
- północno-wschodnie Indie
- zachód, północ i północny wschód Mjanmy
- południowo-centralną część Nepalu
- przyległe tereny w Chinach (południowo-wschodni Tybet, zachodni Junnan)[2][4][6].

Zasięg występowania szacuje się na 700 000 km².
Obserwowany w lasach mieszanych szerokolistnych oraz na ich obrzeżach, w niskich zakrzewieniach i wysokiej trawie, a także blisko ludzkich siedzib – na terenach rolniczych i w ogrodach.

## Pożywienie
Spożywa owady, m.in. mrówki, a także niewielkie mięczaki. Żywi się również jagodami i nasionami.

## Zachowanie i rozród
Sójkowce rdzawoszyje rozmnażają się w okresie od marca do sierpnia. Gniazda stosunkowo głębokie, wykonane z suchych bambusów, liści, trawy i korzonków, znajdowane m.in. na użytkach zielonych.
Głos: opisywany jako szybko powtarzane, raczej przyjemne gwizdanie wiwi’wi-whu, whi-yi-ha.

## Status
IUCN uznaje sójkowca rdzawoszyjego za gatunek najmniejszej troski (LC, Least Concern) nieprzerwanie od 1988 roku. Liczebność populacji nie została oszacowana, ale ptak ten opisywany jest jako często spotykany do rzadkiego. Trend liczebności populacji uznawany jest za stabilny.